# Viola palmata
Viola palmata — вид квіткових рослин з родини фіалкових. Це багаторічна рослина, що поширена на сході США (Алабама, Арканзас, Коннектикут, Делавер, Округ Колумбія, Флорида, Джорджія, Іллінойс, Індіана, Айова, Канзас, Кентуккі, Луїзіана, Мен, Мериленд, Массачусетс, Мічиган, Міссісіпі, Міссурі, Небраска, Нью-Гемпшир, Нью-Джерсі, Нью-Йорк, Північна Кароліна, Огайо, Оклахома, Пенсільванія, Род-Айленд, Південна Кароліна, Теннессі, Техас, Вермонт, Вірджинія, Західна Вірджинія) й Канади (Онтаріо).

## Середовище проживання
Населяє від сухих до середньовологих лісів, зарості, порушені землі, заплави й інші вологі землі вздовж струмків, боліт; на висотах 0–2500 метрів.

## Біоморфологічна характеристика
Це багаторічна рослина 6–50 см заввишки, без столонів, без стебел; кореневище товсте, м'ясисте. Листки прикореневі, 2–3, від висхідних до прямовисних; прилистки лінійно-ланцетні, краї цілісні, верхівка загострена; листкові ніжки 1–20 см, голі чи запушені; найраніші листові пластини нелопатеві, пластинки середини сезону 3–9-лопатеві; найраніші листові пластини від ниркоподібних до яйцеподібних; середньосезонні лопаті із середніми часточками зазвичай яйцюватими чи еліптичними до широко обернено-яйцюватих, іноді вузько-еліптичними, вузько-яйцеподібними, ланцетними чи лопатчатими до вузько-обернено-яйцеподібних, бічні частки еліптичні чи лопатчасті до серпоподібних, менші частки подібні, 1–14 × 1–10 см, краї пилчасті або цілі, зазвичай війчасті, верхівка гостра, округла, тупа, поверхні голі чи запушені скрізь або вздовж жилок. Квітконоси 3–13 см, голі чи запушені. Квітки: чашолистки ланцетні, краї війчасті чи ні; пелюстки фіолетові на обох поверхнях, нижні 3 білі при основі, нижні 3 і верхні 2 іноді з пурпуровими жилками, бічні 2 борідчасті, шпори іноді борідчасті, нижня 15–25 мм, шпорець білий, 2–3 мм. Коробочки еліпсоїдні, 5–15 мм, голі. Насіння бежеве, плямисте до бронзового, 1.5–2.5 мм. 2n = 54. Цвітіння: березень – червень.